# Czerń (obwód tulski)
Czerń (ros. Чернь) – osiedle typu miejskiego w Rosji, w obwodzie tulskim, ośrodek administracyjny rejonu czerńskiego. W 2010 liczyło 6405 mieszkańców.